# 2010–2011-es angol labdarúgókupa
A 2010–2011-es angol labdarúgókupa a világ legrégebbi versenysorozata, a The Football Association Challenge Cup, röviden FA-kupa 130. szezonja. Ebben a szezonban 759 klub jelentkezését fogadták el.
A verseny 2010. augusztus 14-én kezdődött az extra selejtezőkörrel és 2011. május 14-én ért véget a Wembley Stadionban tartott döntővel, melyet a Manchester City nyert meg.

## Eseménynaptár
A 2010–11-es szezon mérkőzésnapjai a The Football Association szerint:
| Kör          | Dátum                               | Mérkőzések száma | Csapatok | Új érkezők a körben |
| ------------ | ----------------------------------- | ---------------- | -------- | ------------------- |
| Első kör     | 2010. november 6.                   | 40               | 124 → 84 | 48: 45.–92.         |
| Második kör  | 2010. november 27.                  | 20               | 84 → 64  | –                   |
| Harmadik kör | 2011. január 8.                     | 32               | 64 → 32  | 44: 1.–44.          |
| Negyedik kör | 2011. január 29.                    | 16               | 32 → 16  | –                   |
| Ötödik kör   | 2011. február 19.                   | 8                | 16 → 8   | –                   |
| Hatodik kör  | 2011. március 12. 2013. március 13. | 4                | 8 → 4    | –                   |
| Elődöntő     | 2011. április 16. 2013. április 17. | 2                | 4 → 2    | –                   |
| Döntő        | 2011. május 14.                     | 1                | 2 → 1    | –                   |

## Harmadik kör
| #           | Hazai csapat            | Eredmény | Vendég csapat           | Nézőszám |
| ----------- | ----------------------- | -------- | ----------------------- | -------- |
| 1           | Burnley                 | 4–2      | Port Vale               | 09 442   |
| 2           | Coventry City           | 2–1      | Crystal Palace          | 08 162   |
| 3           | Bristol City            | 0–3      | Sheffield Wednesday     | 11 378   |
| 4           | Fulham                  | 6–2      | Peterborough United     | 15 936   |
| 5           | Doncaster Rovers        | 2–2      | Wolverhampton Wanderers | 08 616   |
| újrajátszás | Wolverhampton Wanderers | 5–0      | Doncaster Rovers        | 10 031   |
| 6           | Brighton & Hove Albion  | 3–1      | Portsmouth              | 07 792   |
| 7           | Huddersfield Town       | 2–0      | Dover Athletic          | 07 894   |
| 8           | West Ham United         | 2–0      | Barnsley                | 32 159   |
| 9           | Reading                 | 1–0      | West Bromwich Albion    | 13 005   |
| 10          | Arsenal                 | 1–1      | Leeds United            | 59 520   |
| újrajátszás | Leeds United            | 1–3      | Arsenal                 | 38 232   |
| 11          | Sheffield United        | 1–3      | Aston Villa             | 16 888   |
| 12          | Leicester City          | 2–2      | Manchester City         | 31 200   |
| újrajátszás | Manchester City         | 4–2      | Leicester City          | 27 755   |
| 13          | Bolton Wanderers        | 2–0      | York City               | 13 120   |
| 14          | Blackburn Rovers        | 1–0      | Queens Park Rangers     | 10 284   |
| 15          | Swansea City            | 4–0      | Colchester United       | 07 005   |
| 16          | Stevenage               | 3–1      | Newcastle United        | 06 644   |
| 17          | Burton Albion           | 2–1      | Middlesbrough           | 05 236   |
| 18          | Millwall                | 1–4      | Birmingham City         | 09 841   |
| 19          | Southampton             | 2–0      | Blackpool               | 21 464   |
| 20          | Watford                 | 4–1      | Hartlepool United       | 08 950   |
| 21          | Chelsea                 | 7–0      | Ipswich Town            | 41 654   |
| 22          | Sunderland              | 1–2      | Notts County            | 17 582   |
| 23          | Scunthorpe United       | 1–5      | Everton                 | 07 028   |
| 24          | Manchester United       | 1–0      | Liverpool               | 74 727   |
| 25          | Hull City               | 2–3      | Wigan Athletic          | 10 433   |
| 26          | Stoke City              | 1–1      | Cardiff City            | 18 629   |
| újrajátszás | Cardiff City            | 0–2†     | Stoke City              | 13 671   |
| 27          | Tottenham Hotspur       | 3–0      | Charlton Athletic       | 35 698   |
| 28          | Preston North End       | 1–2      | Nottingham Forest       | 09 636   |
| 29          | Norwich City            | 0–1      | Leyton Orient           | 18 087   |
| 30          | Torquay United          | 1–0      | Carlisle United         | 03 005   |
| 31          | Crawley Town            | 2–1      | Derby County            | 04 145   |
| 32          | Wycombe Wanderers       | 0–1      | Hereford United         | 02 353   |

† – hosszabbítás után

## Negyedik kör
| #           | Hazai csapat            | Eredmény    | Vendég csapat          | Nézőszám |
| ----------- | ----------------------- | ----------- | ---------------------- | -------- |
| 1           | Torquay United          | 0–1         | Crawley Town           | 05 065   |
| 2           | Watford                 | 0–1         | Brighton & Hove Albion | 14 519   |
| 3           | Bolton Wanderers        | 0–0         | Wigan Athletic         | 14 950   |
| újrajátszás | Wigan Athletic          | 0–1         | Bolton Wanderers       | 07 515   |
| 4           | Arsenal                 | 2–1         | Huddersfield Town      | 59 375   |
| 5           | Fulham                  | 4–0         | Tottenham Hotspur      | 21 829   |
| 6           | Everton                 | 1–1         | Chelsea                | 28 376   |
| újrajátszás | Chelsea                 | 1–1† b: 3–4 | Everton                | 41 113   |
| 7           | Southampton             | 1–2         | Manchester United      | 28 792   |
| 8           | Swansea City            | 1–2         | Leyton Orient          | 06 281   |
| 9           | Burnley                 | 3–1         | Burton Albion          | 11 664   |
| 10          | Birmingham City         | 3–2         | Coventry City          | 16 669   |
| 11          | Stevenage               | 1–2         | Reading                | 06 614   |
| 12          | Aston Villa             | 3–1         | Blackburn Rovers       | 26 067   |
| 13          | Sheffield Wednesday     | 4–1         | Hereford United        | 16 578   |
| 14          | West Ham United         | 3–2         | Nottingham Forest      | 29 287   |
| 15          | Wolverhampton Wanderers | 3–2         | Stoke City             | 11 967   |
| 16          | Notts County            | 1–1         | Manchester City        | 16 587   |
| újrajátszás | Manchester City         | 5–0         | Notts County           | 27 276   |

## Ötödik kör
| #           | Hazai csapat      | Eredmény | Vendég csapat          | Nézőszám |
| ----------- | ----------------- | -------- | ---------------------- | -------- |
| 1           | West Ham United   | 5–1      | Burnley                | 24 488   |
| 2           | Manchester City   | 3–0      | Aston Villa            | 25 570   |
| 3           | Stoke City        | 3–0      | Brighton & Hove Albion | 21 312   |
| 4           | Birmingham City   | 3–0      | Sheffield Wednesday    | 14 607   |
| 5           | Manchester United | 1–0      | Crawley Town           | 74 778   |
| 6           | Leyton Orient     | 1–1      | Arsenal                | 09 136   |
| újrajátszás | Arsenal           | 5–0      | Leyton Orient          | 59 361   |
| 7           | Everton           | 0–1      | Reading                | 29 976   |
| 8           | Fulham            | 0–1      | Bolton Wanderers       | 19 571   |

## Hatodik kör
| 2011. március 12. 13:45 | Birmingham City         | 2 – 3                 | Bolton Wanderers                           | St Andrews Stadium, Birmingham Nézőszám: 23 699 Játékvezető: Phil Dowd |
| 2011. március 12. 13:45 | Jerome 38' Phillips 80' | (1 – 1) (Jegyzőkönyv) | 21' Elmander 66' (11-esből) Davies 90' Lee | St Andrews Stadium, Birmingham Nézőszám: 23 699 Játékvezető: Phil Dowd |

| 2011. március 12. 18:15 | Manchester United    | 2 – 0                 | Arsenal | Old Trafford, Manchester Nézőszám: 74 693 Játékvezető: Chris Foy |
| 2011. március 12. 18:15 | Fábio 28' Rooney 49' | (1 – 0) (Jegyzőkönyv) |         | Old Trafford, Manchester Nézőszám: 74 693 Játékvezető: Chris Foy |

| 2011. március 13. 15:00 | Stoke City                | 2 – 1                 | West Ham United | Britannia Stadion, Stoke-on-Trent Nézőszám: 24 550 Játékvezető: Mike Jones |
| 2011. március 13. 15:00 | Huth 12' Higginbotham 63' | (1 – 1) (Jegyzőkönyv) | 30' Piquionne   | Britannia Stadion, Stoke-on-Trent Nézőszám: 24 550 Játékvezető: Mike Jones |

| 2011. március 13. 17:45 | Manchester City | 1 – 0                 | Reading | City of Manchester Stadium, Manchester Nézőszám: 41 150 Játékvezető: Lee Probert |
| 2011. március 13. 17:45 | Richards 74'    | (0 – 0) (Jegyzőkönyv) |         | City of Manchester Stadium, Manchester Nézőszám: 41 150 Játékvezető: Lee Probert |

## Elődöntő
| 2011. április 16. 18:15 | Manchester City | 1 – 0                 | Manchester United | Wembley Stadion, London Nézőszám: 86 549 Játékvezető: Mike Dean |
| 2011. április 16. 18:15 | Y. Touré 52'    | (0 – 0) (Jegyzőkönyv) |                   | Wembley Stadion, London Nézőszám: 86 549 Játékvezető: Mike Dean |

| 2011. április 17. 17:00 | Bolton Wanderers | 0 – 5                 | Stoke City                                         | Wembley Stadion, London Nézőszám: 75 064 Játékvezető: Howard Webb |
| 2011. április 17. 17:00 |                  | (0 – 3) (Jegyzőkönyv) | 11' Etherington 17' Huth 30' Jones 68' 81' Walters | Wembley Stadion, London Nézőszám: 75 064 Játékvezető: Howard Webb |

## Döntő
| 2011. május 14. 16:00 | Manchester City | 1 – 0                 | Stoke City | Wembley Stadion, London Nézőszám: 88 643 Játékvezető: Martin Atkinson |
| 2011. május 14. 16:00 | Y. Touré 74'    | (0 – 0) (Jegyzőkönyv) |            | Wembley Stadion, London Nézőszám: 88 643 Játékvezető: Martin Atkinson |

| 2010–2011-es angol labdarúgókupa |
| -------------------------------- |
| Manchester City 5. cím           |

## Külső hivatkozások
- Az FA-kupa a thefa.com-on